# 영상 흔들림 방지

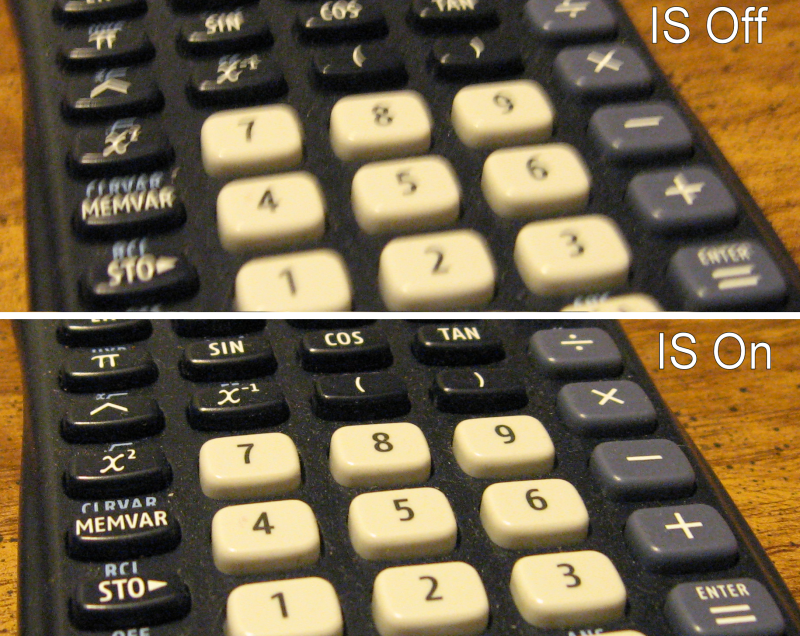
영상 흔들림 방지 모드를 켜고 껐을 때의 모습.

영상 흔들림 방지(映像 - 防止, 영어: image stabilization, IS)는 불안정한 고정장치 혹은 파지에 기인한 기기의 움직임으로 인한 영상의 흔들림을 방지 혹은 보정하는 기술을 말한다. 크게 렌즈를 이용한 광학적인 방법과 이미지센서를 이용한 방법으로 갈린다. 광학적인 방법은 주로 쌍안경, 천체 망원경등 사람이 직접 보는 경우와 과거 필름기록 시대에 사용되었으며, 사진기, 비디오 카메라 등처럼 영상 기록을 위한 매체에는 이미지센서(CCD 혹은 CMOS)를 이용한 방법이 사용된다.
일반적으로 일출 직전, 일몰 직후나 어두운 실내에서 보조광 없이 스틸카메라로 사진을 촬영하게 되면 느려진 셔터스피드에 의해서 결과물이 흔들려 나오는 경향이 있다. 이는 느려진 셔터스피드와 더불어 안정적이지 못한 자세에서 기인한 촬영자의 손떨림 때문이다. 이러한 떨림현상을 없애기 위해 감도를 증가시키게 되면 아날로그 필름에서는 입자가 굵은 필름을 사용해야하고, 디지털 이미지센서에서는 노이즈가 많아지는 결과물을 보게된다. 두 방식 모두 선명하지 못한 결과물과 입자 혹은 노이즈로 인해 촬영물 전체가 불만족스러워지는 경향이 있다. 이를 방지하기 위해 보조광을 사용하면 결과물이 촬영상은 흔들리지는 않지만 보조광의 빛이 너무 강렬하고 부분적으로만 비추기 때문에 자연스러운 영상을 촬영하기가 매우 힘들다. 더욱 자연스러운 영상을 위해서 많은 보조광을 비치할 경우 비용과 기기 관리면에서 힘든점이 있다. 또한 망원렌즈 혹은 천체망원경의 경우 렌즈의 작은 떨림이 영상에는 큰 떨림으로 보이게 된다. 이러한 떨림으로 촬영자나 관찰자가 불만족스러운 결과를 얻을 수 있다. 이러한 경우를 줄이기 위해서 영상 흔들림 방지 기술이 개발되었다.

## 사진에서의 적용
스틸 카메라에서의 영상 흔들림 방지 기술은 일반적으로 셔터스피드의 속도를 약 2~3스탭정도 보정시키는 것으로 알려져 있다. 그러나 이 기술은 보편적인 흔들림을 보정하는 목적이기 때문에 완전히 흔들림을 없앨수는 없다. 즉, 약 2~3스탭정도 보정된 셔터스피드여도 그 이상의 흔들림에서는 촬영영상이 흔들릴 수 있는 것이다. 더불어 이는 촬영자의 불안정한 자세에서 기인한 흔들림을 보정하는 것이므로 피사체의 움직임 혹은 흔들림은 보정이 불가능하다. 영상 흔들림 방지 기술은 어디까지나 카메라에서 촬영을 위한 보조 기술이므로 흔들림이 없어야 하는 촬영물의 경우 삼각대나 모노포드 등을 이용하여 안정된 자세로 사진촬영에 임하여야 한다.
무비 카메라에서 흔들림은 촬영중인 영상에 영향을 미치게 되어 시청자가 시청할 때 매우 불편한 영상을 제공하게 된다. 이를 방지하기 위해 상업용 방송국에서 사용하는 ENG 비디오 카메라의 경우 견착을 하여 안정된 영상을 제공한다. 최근에는 스테디캠이란 기기가 발명되어 촬영자가 걸을 때 자연스럽게 발생하는 흔들림까지도 제거할 수 있게 되었다. 가정용 무비 카메라의 경우 대부분 손에 파지 한 뒤 LCD창을 통해 촬영물을 확인하면서 촬영하므로 흔들림이 자연스럽게 발생하게 되어있다. 이를 방지하기 위해 대부분의 캠코더 제조사에서는 이미지센서를 이용한 흔들림 방지기술을 보유하고 있다. 그러나 이는 CCD의 전체면 중 CCD 정중앙에서 80%정도만 사용하고 흔들림이 발생하면 흔들림의 반대방향 이미지센서의 빛을 받아들여 촬영상을 보정하는 방식으로 흔들림방지 기술을 OFF했을 때에 비해 해상도가 떨어지는 결과를 얻을 수밖에 없다.

## 기술

### 광학적 영상 흔들림 방지
| 회사     | 명칭                    | 발매년도      |
| -------- | ----------------------- | ------------- |
| 파나소닉 | EIS Mega O.I.S          | 1988년 1999년 |
| 니콘     | Vibration Reduction(VR) | 1994년        |
| 캐논     | Image Stabilizer(IS)    | 1995년        |
| 시그마   | Optical Stabilizer(OS)  | 2006년        |
| 탐론     | Vibration Compensation  | 2007년        |
| 소니     | Steadyshot              | -             |

광학적 영상 흔들림 방지(Optical Image Stabilizer, OIS)는 빛의 경로를 변화시킴으로써 움직임을 보정한다.
일반카메라에서는 보통 렌즈에 흔들림 보정 장치가 있다. 디지털 SLR의 경우 뷰파인더의 영상 및 자동 초점 센서에 도달하는 영상에 대해 모두 흔들림이 보정되는 장점이 있지만, 렌즈 가격이 비싸지는 단점이 있다.
이 기술에 대한 명칭은 회사마다 다르다. 소니에서는 Super SteadyShot(SSS)라고 부른다.

### 이미지 센서를 이용한 흔들림 방지
이미지 센서를 이용한 흔들림 방지기술에서도 크게 두가지로 나뉘게 된다. 기계적인 방식과 전자적인 방식이다.
우선 전자적인 방식은 이미지 센서(보통 CCD 또는 CMOS 이미지 센서)의 전체 촬상면 중 정중앙을 중심으로 하는 상하좌우 약 80~90%되는 구간만의 빛을 받는 방식으로 그 이외의 부분은 흔들림 보정을 위한 공백으로 설정한다. 움직임이 발생하면 움직임의 반대방향의 공백부분 이미지센서로 들어오는 빛에의한 전자신호를 받아들여 영상을 보정하는 방식으로 기계적인 방식에 비해 상당히 오래전부터 사용이 되어왔으며, 주로 가정용 캠코더의 흔들림 보정을 위한 기술로 소니, 파나소닉 등 모든 가정용 캠코더 제조사가 보유하고 있는 기술이다. 기술마다 이름은 다르나 기본적인 설계는 동일하다. 이 방식의 단점은 촬상면의 일부분만 사용하게 되므로 해상도가 떨어지는 단점이 있다. 예를 들어 800x600의 CCD를 흔들림 보정기술을 적용하게 되면 약 10%정도의 해상도가 줄어든다고 한다.

기계적인 방식은 기기의 흔들림의 반대방향으로 이미지 센서(보통 CCD 또는 CMOS 이미지 센서)를 움직이는 방식으로 세계최초로 코니카미놀타에서 AS라는 이름으로 개발하였다. 현재 올림푸스, 펜탁스, 코니카미놀타를 인수한 소니에서 이 기술을 사용하고 있다. 전자적인 방식과는 다르게 기계적으로 이미지센서를 움직이므로 촬상면 전체를 그대로 사용할 수 있어 해상도를 깎아먹던 기존의 방식의 단점을 극복하였다. 또한, 오래된 렌즈, 저렴한 렌즈에서도 흔들림 보정이 가능하므로 출시 당시 상당히 획기적 상품으로 선풍적인 인기를 얻었다.
이 기술의 경우 디지털 SLR의 모든 렌즈에서 흔들림 방지가 된다는 장점이 있으나, 뷰파인더의 영상, 즉 촬영자가 보는 시각에서는 흔들림 방지가 안되며, 또한 자동 초점 센서에 도달하는 영상에 대해서는 흔들림 방지가 안 된다는 단점이 있다. 이로 인해 사용자 중에 초점이 맞지 않을 수 있다는 문제점을 제기한 사람도 있으나, 그 오차범위는 극히 작은 범위이기 때문에 무시되었다. 자동 초점 센서의 흔들림 방지기술을 접목한 기술이 실험중에 있으나, 아직 발표가 되지 않고 있다.
미놀타에서는 Anti Shake(AS), 소니에서는 Super SteadyShot(SSS), 펜탁스에서는 Shake Reduction(SR)이라고 부른다.
참고로 소니의 SSS는 코니카 미놀타를 인수하면서 AS의 기술을 얻은 후 이름만 바꾼것이다.

## 같이 보기
- 적응광학
- 하이퍼랩스
- 움직임 보상